# Francesca Schiavone
Francesca Schiavone (Milano, 23. lipnja 1980.) umirovljena je talijanska tenisačica.
Profesionalno se bavi tenisom od 1998., a najveći joj je uspjeh osvajanje Roland Garrosa 2010. godine. Također je sudjelovala u talijanskom osvajanju Fed Cupa 2006. i 2009., a igrala je i finale ženskih parova u Roland Garrosu 2008., u paru s Australkom Casey Dellacquom. Trenutačno je najbolja rangirana talijanska tenisačica ispred Roberte Vinci.

## Stil igre
Schiavone je tenisačica koja odigrava jednoručni backhand slice, na način sličan Justine Henin. Napada forehandom i često izlazi na mrežu.

## Vanjske poveznice
- Službena stranica (tal.)
- WTA profil  Arhivirana inačica izvorne stranice od 23. kolovoza 2009. (Wayback Machine) (engl.)

### Ostali projekti
|  | Zajednički poslužitelj ima još gradiva o temi Francesca Schiavone |